# Усадьбы Смоленской области

## История изучения

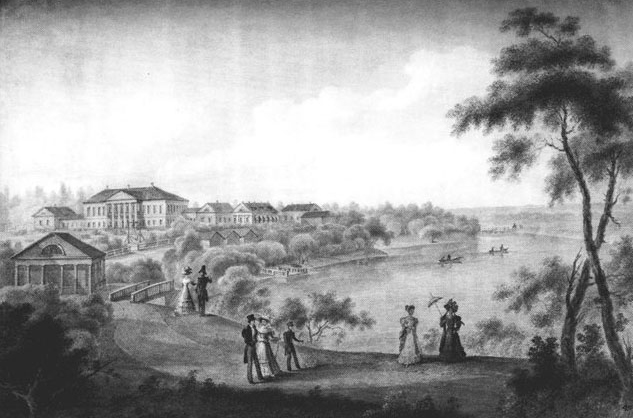
Прогулка по усадьбе Васильчиковых в Вяземском уезде

Обследование состояния усадеб Смоленской области было проведено А. Б. Чижковым и Н. Г. Гурской в 2002—2007 годах. Из 350 осмотренных известных усадьб ими было выявлено:
- 33 усадьбы с сохранившимися главными домами;
- 4 усадьбы, где главный дом не сохранился, но еще существуют жилые флигели и хозяйственные постройки;
- 30 усадеб, где от построек сохранились только усадебные церкви;
- 177 мест, где от усадебных ансамблей остались только парки и их фрагменты.

## Список усадеб
- Усадьба Александрино — Новодугинский район
- Усадьба Александровское — Вяземский район
- Усадьба Алексино — Дорогобужский район
- Усадьба Аполье — Смоленский район
- Усадьба Беззаботы — Глинковский район
- Усадьба Бобыри — Смоленский район
- Усадьба Богородицкое — Вяземский район
- Усадьба Булгаково — Духовщинский район
- Усадьба Варганово — Гагаринский район (?)
- Усадьба Васильево — Монастырщинский район
- Усадьба Васильевское — Тёмкинский район
- Усадьба Васильевское — Гагаринский район
- Усадьба Величево — Вяземский район
- Усадьба Викторово — Краснинский район
- Усадьба Волочек — Холм-Жирковский район
- Усадьба Вонлярово — Смоленский район
- Усадьба Высокое — Новодугинский район
- Усадьба Гедеоновка — Смоленский район
- Усадьба Герчики — Смоленский район
- Усадьба Голицыно — Гагаринский район (?)
- Усадьба Городок — Вяземский район
- Усадьба Григорьевское — Новодугинский район
- Усадьба Дрюцк — Смоленский район
- Усадьба Дугино — Сычёвский район
- Усадьба Жуково — Смоленский район
- Усадьба Закуп — Духовщинский район
- Усадьба Кимборово — Починковский район
- Усадьба Климово — Ярцевский район
- Усадьба Крашнево — Ельнинский район
- Усадьба Крюково — Сафоновский район
- Усадьба Колокольня — Гагаринский район
- Усадьба Липицы — Новодугинский район
- Усадьба Лосьмино
- Усадьба Маньково — Краснинский район
- Усадьба Мачулы
- Усадьба Михновка — Смоленский район
- Усадьба Монастырщина — Монастырщинский район
- Усадьба Николо-Погорелое
- Усадьба Никольское — Смоленский район
- Усадьба Носково — Монастырщинский район
- Усадьба Новоспасское — Ельнинский район
- Усадьба Отрадное — Починковский район (?)
- Усадьба Палкино — Краснинский район
- Усадьба Плохово — Гагаринский район
- Усадьба Потапово — Гагаринский район
- Усадьба Пречистое
- Усадьба Рай — Смоленский район
- Усадьба Рожаново — Смоленский район
- Усадьба Самолюбово — Смоленский район
- Усадьба Самуйлово — Гагаринский район
- Усадьба Сковородкино — Вяземский район (руины)
- Усадьба Скугарево — Тёмкинский район
- Усадьба Слобода — Демидовский район
- Усадьба Соболево — Монастырщинский район
- Усадьба Столбово — Гагаринский район (?)
- Усадьба Сыр-Липки — Смоленский район
- Усадьба Талашкино
- Усадьба Тёсово — Новодугинский район
- Усадьба Токарево — Гагаринский район
- Усадьба Торбеево — Новодугинский район
- Усадьба Тюшино — Кардымовский район
- Усадьба Уварово — Ельнинский район
- Усадьба Упокой — Монастырщинский район
- Усадьба Хмелита — Вяземский район
- Усадьба Щелканово — Монастырщинский район

### До 1917 года
- Санковский А. Краткое описание церквей Смоленской епархии. — Смоленск: Паровая типо-литография Я. Н. Подземского, 1898. — 354 с. = Адрес-календарь Смоленской епархии, с историческими и церковно-практическими указаниями. — Смоленск: Паровая типо-литография Я. Н. Подземского, 1897. — 354 с.
- Смоленская губерния // Краткие справочные сведения о некоторых русских хозяйствах / М.З. и Г.И. Департамент земледелия. — Издание второе. Выпуск третий. — СПб. : Типография В. Киршбаума, 1902. — С. 197—234. — 519 с.
- Смоленская губерния // Приложения к трудам редакционных комиссий для составления положений о крестьянах, выходящих из крепостной зависимости : Сведения о помещичьих имениях. Извлечение из описания помещичьих имений в 100 душ и свыше. — СПб. : Типография В. Безобразова, 1860. — Т. IV.
- Список населенных мест Смоленской губернии: с приложением карты Смоленской губернии. — Смоленский губернский статистический комитет. — Смоленск : Типография П. А. Силина, 1904. — 497 с.

### После 1917 года
- Верховская Л. А., Деверилина Н. В. Четыре века смоленских усадеб. — Смоленск : Свиток, 2011. — 232 с.
- Деверилина Н. В. «Я посетил тебя, пленительная сень…». Смоленские усадьбы и их владельцы. — Смоленск : Маджента, 2014. — 224 с.
- Ермоленков Г. Н. Дворянские усадьбы на Смоленщине. // Тени минувших столетий. — Смоленск : Маджента, 2004.
- Знаменитые усадьбы Смоленщины. — Русская усадьба, 2011. — 526 с. — ISBN 978-5-902093-39-8.
- Лапикова А. Дворянские гнёзда Смоленщины. — Смоленск : Универсум, 2010. — 352 с.
- Чижков А. Б., Гурская Н. Г. Смоленские усадьбы. Каталог с картой расположения усадеб. — Смоленск : Свиток, 2009. — 192 с. — 2000 экз. — ISBN 978-5-902093-24-4.
- Усадьбы Смоленщины и Беларуси: их владельцы и обитатели. Музыка. Архитектура. Садово-парковое искусство: сборник материалов IV научно-практической конференции (с международным участием). Смоленская областная филармония. — Смоленск : Свиток, 2019. — 312 с.
- Шкаликов В. А., Ерашов М. А., Борисовская И. А. Особо охраняемые природные территории Смоленской области. — Смоленский гуманитарный университет. — Смоленск : Универсум, 2005. — 433 с. — ISBN 5-88984-212-9.